# Cockney Rejects
Die Cockney Rejects sind eine Oi!-Band aus London und zählen gemeinsam mit Sham 69 und Cock Sparrer zu den einflussreichsten und berühmtesten Bands dieses Genres. Sie waren eine der ersten britischen Oi!-Bands und werden wegen ihres Songs Oi! Oi! Oi! (= englischer Anruf, von der Band benutzt als Ersatz für die Taktanzählung „1-2-3“) auch als die „Erfinder des Oi!“ bezeichnet. Das Lied wurde häufig gecovert, gilt als die Oi!-Hymne schlechthin und wurde so (ungewollt) Namensgeber dieser lauten, einfachen Richtung des Punk.

## Geschichte
Die Band wurde 1978 von den Brüdern Jeff (Gesang) und Mick (Gitarre) Geggus, ihrem Schwager Chris Murrell (Bass) und Paul Harvey (Schlagzeug) gegründet. Turner jobbte als Roadie bei Sham 69, deren Sänger Jimmy Pursey ihnen zu ihrem ersten Plattenvertrag verhalf. Sie nahmen 1979 zwei Singles auf: Flares and Slippers / Police Car / I Wanna Be a Star bei Small Wonder Records und I’m Not a Fool / East End bei EMI. Die Rejects besangen den Hooliganismus und sind, genau wie Cock Sparrer, Fans des Londoner Fußballclubs West Ham United. Sie spielten eine bekannte Version des Ham-Chants I’m Forever Blowing Bubbles, der seit den 1920er Jahren im Stadion gesungen wird.
Auf ihren späteren Alben wandten sich die Cockney Rejects dem Heavy Metal zu. Sie veröffentlichten mit eher mäßigem Erfolg bis zu ihrer Trennung 1985 insgesamt sechs Alben (Greatest Hits Vol. 1–3, The Power and the Glory, Wild Ones und Quiet Storm). 1989 kam es mit dem Album Lethal zu einer kurzen, eher erfolglosen Reunion. Im Jahre 2003 wurde von der Band nochmals ein Album namens Out of the Gutter aufgenommen, 2007 folgte Unforgiven, das sich an ihren Anfängen orientiert.
Der Journalist Garry Bushell veröffentlichte 2005 ein Buch über die Geschichte der Band, insbesondere des Sängers Jefferson Turner. Das Vorwort hierzu schrieb der frühere Smiths-Sänger Morrissey.
Die Rejects sind – wenn auch nicht mehr in Originalbesetzung – immer noch aktiv, sie spielen regelmäßig Konzerte in und um London, und waren auch bei der Wiedervereinigung der Hooligan-Gruppierung Inter City Firm im Jahr 2004 gegenwärtig, wo sie ein Konzert mit ihren bekanntesten Stücken spielten.

## Besetzung

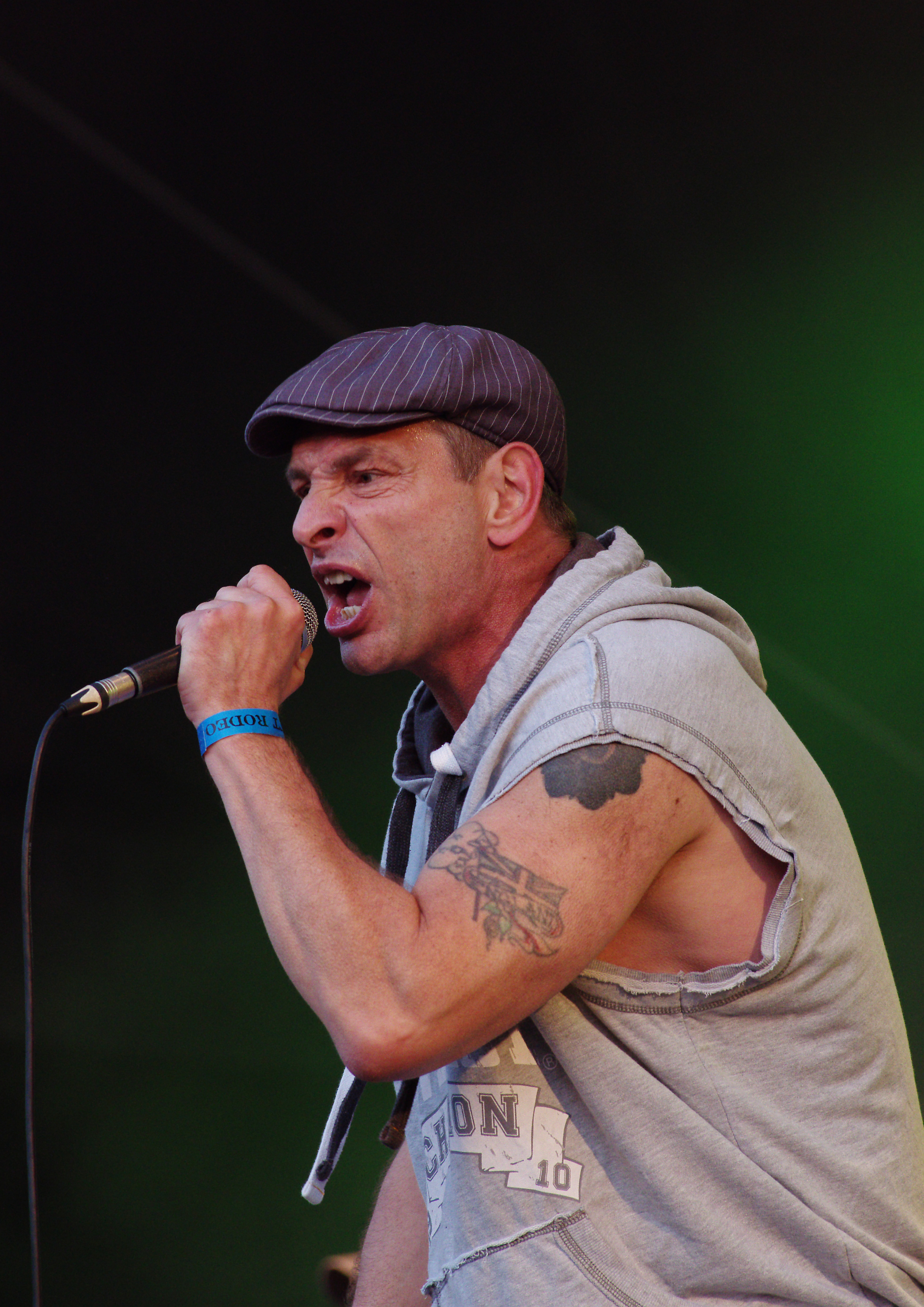
Jeff Turner 2013

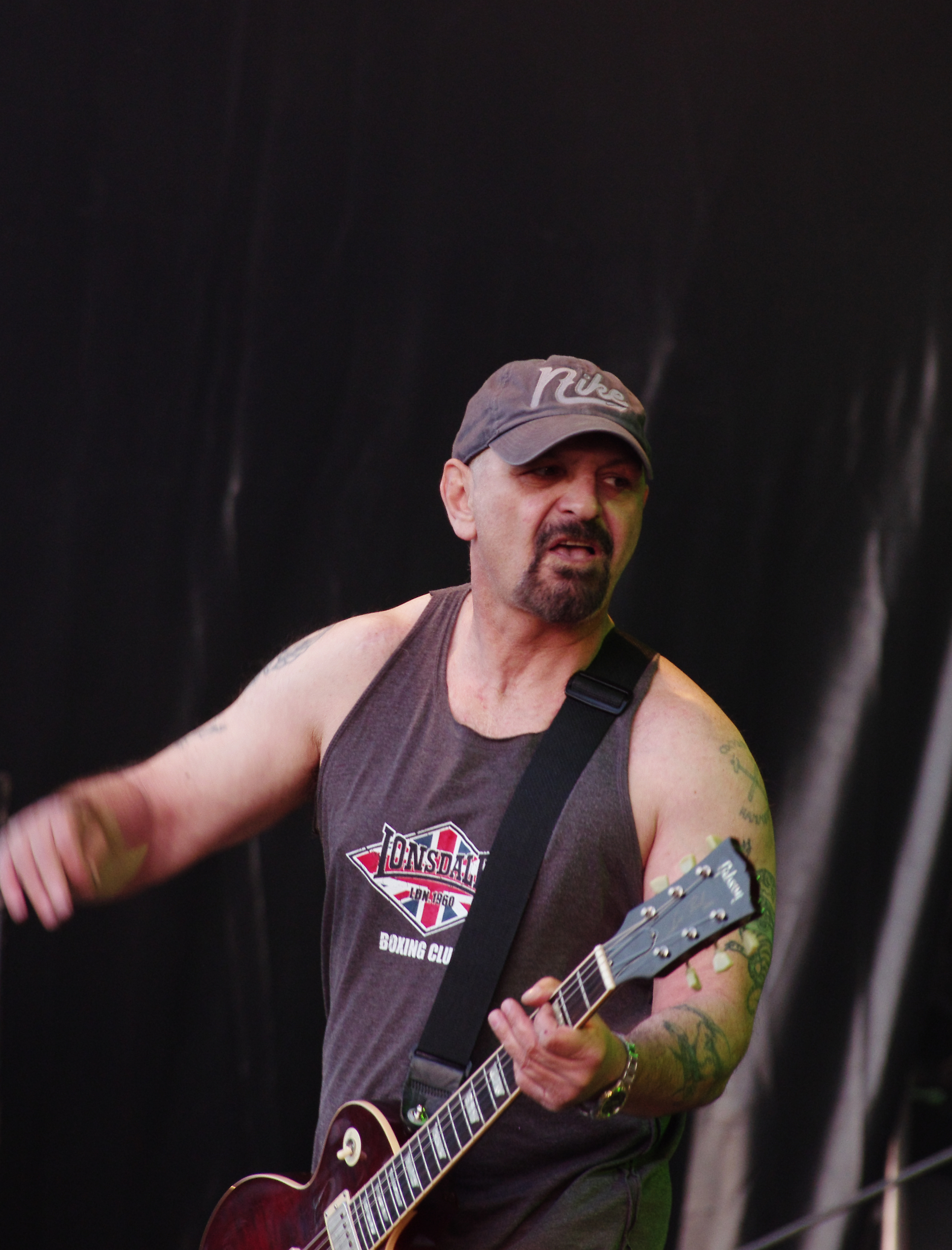
Mick Geggus 2013

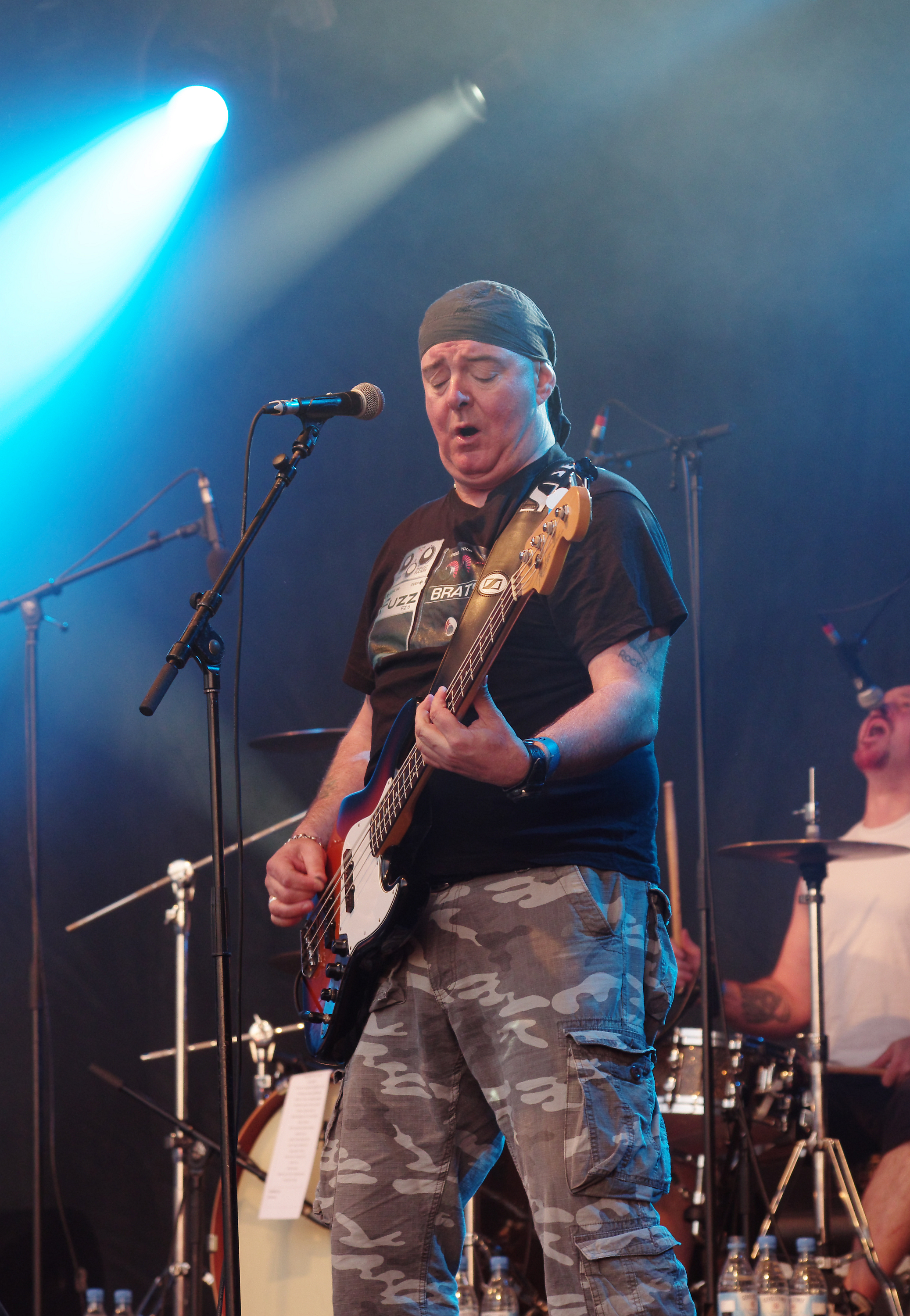
Tony Van Frater 2013

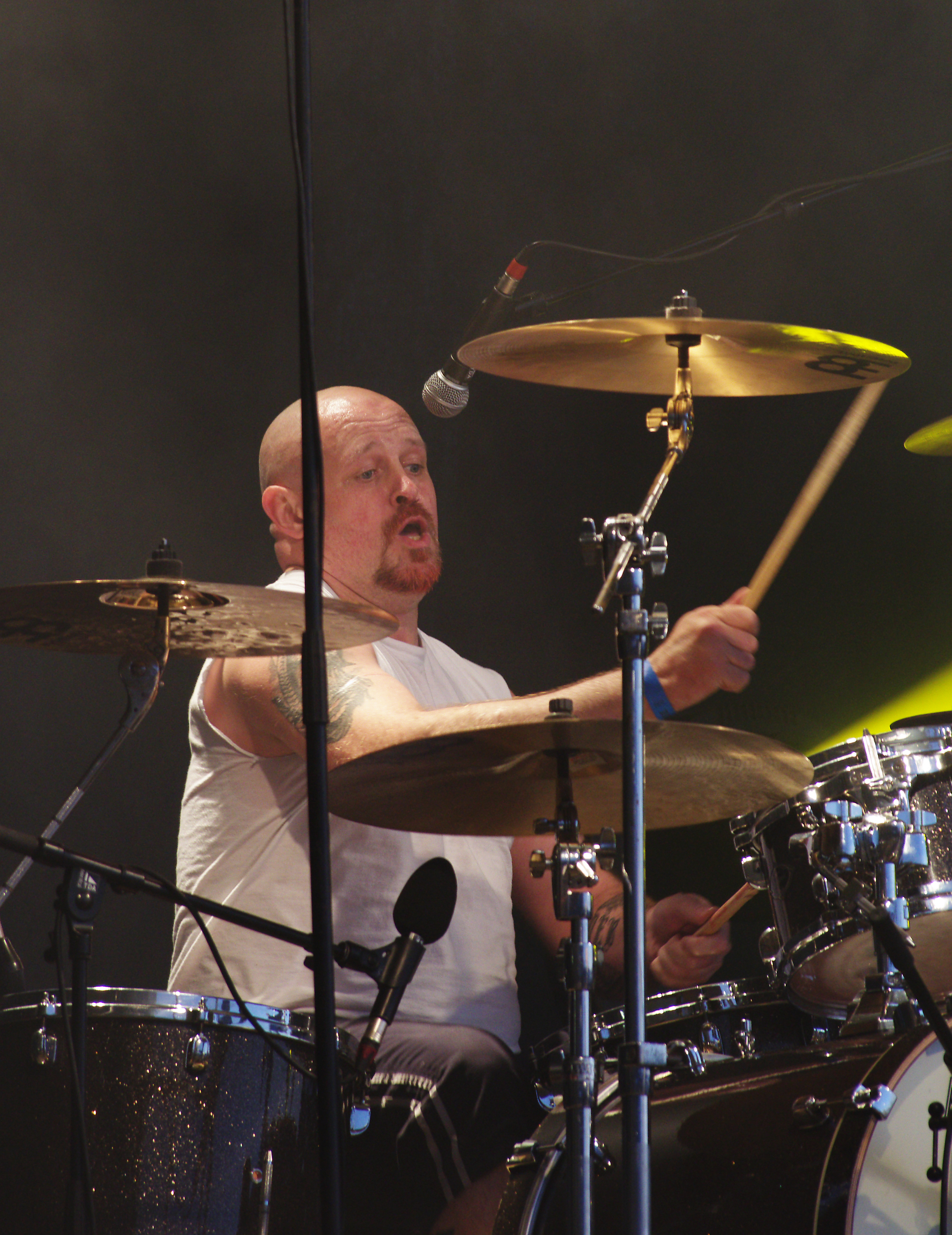
Andrew Laing 2013

### Originalbesetzung (1978–1979)
- Jeff Geggus, aka Jeff Turner, aka „Stinky“ Turner (Gesang)
- Mick Geggus (Gitarre)
- Chris Murrell (Bass)
- Paul Harvey (Schlagzeug)

### 1979
- Stinky Turner (Gesang)
- Micky Geggus (Leadgitarre)
- Vince Riordan (Bass)
- Andy „Atlas“ Scott (Schlagzeug)

### 1980
- Stinky Turner (Gesang)
- Micky Geggus (Gitarre)
- Vince Riordan (Bass)
- Nigel Woolf (Schlagzeug)

### 1980–1983
- Stinky Turner/Jefferson Turner (Gesang)
- Mick Geggus (Gitarre)
- Vince/Vinnie Riordan (Bass)
- Keith „Stix“ Warrington (Schlagzeug)

### 1984–1985
- Jeff Turner (Gesang)
- Mick Geggus (Gitarre)
- Ian Campbell (Bass)
- Keith Warrington (Schlagzeug)

### 1987–1991
- Stinky Turner/Jefferson Turner (Gesang)
- Mick Geggus (Gitarre)
- Vince/Vinnie Riordan (Bass)
- Keith „Stix“ Warrington (Schlagzeug)

### 1999
- Jeff Turner (Gesang)
- Mick Geggus (Gitarre)
- Tony Van Frater (Bass)
- Andrew Laing (Schlagzeug, † 2023)

### 2000–2006
- Jeff Turner (Gesang)
- Mick Geggus (Gitarre)
- Tony Van Frater (Bass)
- Les „Nobby“ Cobb (Schlagzeug)

### 2007–2015
- Jeff Turner (Gesang)
- Mick Geggus (Gitarre)
- Tony Van Frater (Bass, † 2015)
- Andrew Laing (Schlagzeug)

## Diskografie

### Alben
- 1980: Greatest Hits Volume 1 (EMI)
- 1980: Greatest Hits Volume 2 (EMI/Zonophone)
- 1981: Greatest Hits Volume 3 (Live & Loud) (EMI/Zemaphone)
- 1981: The Power and the Glory (EMI/Zonophone)
- 1982: The Wild Ones (AKA1)
- 1984: Quiet Storm (Heavy Metal Records)
- 1985: Unheard Rejects (Wonderful World Records)
- 1990: Lethal (Neat Records)
- 1997: The Punk Singles Collection (Dojo)
- 1997: Greatest Hits Volume 4 (Rhythm Vicar)
- 2003: Out of the Gutter (Captain Oi! Records)
- 2007: Unforgiven (G&R Records)
- 2012: East End Babylon (Cadiz Music)
- 2022: Power Grab (Cadiz Music)

### EPs und Singles
- Flares & Slippers (7-inch, EP) (Small Wonder, 1979)
- I’m Not a Fool (7-inch single) (EMI, 1979)
- Bad Man (7-inch) (EMI, 1980)
- The Greatest Cockney Rip Off (7-inch. Limited Edition in Yellow Vinyl) (EMI/Zonophone, 1980)
- I’m Forever Blowing Bubbles (7-inch) (EMI/Zonophone, 1980)
- We Can Do Anything (7-inch) (EMI/Zonophone, 1980)
- We Are the Firm (7-inch) (EMI/Zonophone, 1980)
- Easy Life (7-inch, Live-EP) (EMI/Zonophone, 1981)
- On the Streets Again (7-inch) (EMI/Zonophone, 1981)
- Till the End of the Day (7-inch) (AKA 1982)
- Back to the Start (7-inch) (Heavy Metal Records, 1984)

### Kompilationen
- Oi! The Album (1980)
- Total Noise (7-inch EP, 1983)
- Oi! Oi! Oi! (Castle, 1997)
- Lords Of Oi! (Dressed to Kill, 1997)
- Back on the Street (Victory Records, 2000)
- Addicted to Oi! (2001)